# 멕시코사슴쥐
멕시코사슴쥐(Peromyscus mexicanus)는 비단털쥐과에 속하는 설치류의 일종이다. 멕시코 남부와 중앙아메리카 대부분 지역에 걸쳐 발견된다.

## 특징
멕시코사슴쥐는 적당히 크기의 쥐를 닮은 동물로 머리가 좁고 약간 가늘고 길며, 꼬리가 길다. 머리부터 몸까지 길이는 9~12cm이고, 꼬리 길이는 10~13cm이다. 털은 부드럽고 짧으며, 일반적으로 적갈색 또는 황갈색을 띤다. 그러나 일반적인 털 색은 분포하는 지리적 위치와 일년 중 계절에 따라 다양하며, 건조한 기후 또는 건기에는 보통 연한 색을 띤다. 극단적으로 거의 검은색부터 연한 회색까지 다양하다. 하체와 발의 털은 크림색과 흰색이고, 팔다리의 상체 부분은 갈색 또는 적갈색을 띤다. 수염 아래는 거의 거무스레한 색의 반점이 나 있으며 눈 둘레는 짙은 색 고리가 있다. 꼬리에 아주 짧은 털이 듬성 듬성 나 있으며, 무심코 보면 잘 보이지 않는다. 이는 사슴쥐속의 거의 모든 종과 구별되는 특징이다.

## 분포 및 서식지
멕시코사슴쥐는 멕시코 남부의 열대 저지대에서 서식하며, 분포 지역은 북쪽의 산루이스포토시주부터 게레로주와 오아하카주 국경까지 지역이다. 코스타리카와 엘살바도르, 과테말라, 온두라스, 니카라과를 포함한 중앙아메리카의 중부와 태평양 해안 지대에서도 발견된다. 분포 지역의 남쪽 끝은 파나마 서부 국경이다. 숲에서 서식하는 종으로 삼림 지대 가장자리보다는 깊은 숲 속에서 더 흔하게 발견된다. 특히 석회암 절벽이나 바위가 풍부한 표층을 제공하는 둥근 바위가 있는 곳에서 흔히 볼 수 있지만, 일반적으로 중앙아메리카와 멕시코 남부의 울창한 숲에서 가장 흔하게 발견되는 포유류 중 하나이다. 커피와 카카오 농장에서도 비교적 흔하다.

## 아종
현재 7종의 아종이 알려져 있다.
- P. m. mexicanus - 베라크루스주
- P. m. angelensis - 오아하카주 해안가 저지대
- P. m. azulensis - 오아하카주 후치탄 고지대
- P. m. putlaensis - 오아하카 주 푸틀라 구
- P. m. saxatilis - 중앙아메리카
- P. m. teapensis - 타바스코주
- P. m. totontepecus - 시에라 노르테 데 오아하카